# Nisída Armathiá
Nisída Armathiá är en ö i Grekland.   Den ligger i prefekturen Nomós Dodekanísou och regionen Sydegeiska öarna, i den sydöstra delen av landet, 400 km sydost om huvudstaden Aten. Arean är 2,9 kvadratkilometer.
Terrängen på Nisída Armathiá är platt. Öns högsta punkt är 104 meter över havet. Den sträcker sig 1,7 kilometer i nord-sydlig riktning, och 3,2 kilometer i öst-västlig riktning.  Trakten runt Nisída Armathiá består i huvudsak av gräsmarker.